# Euptychium
Euptychium, rod pravih mahovina iz porodice Ptychomniaceae, prema drugima u Pterobryaceae Kindb. Postoji najmanje pet priznartih vrsta.; ili više

## Vrste
1. Euptychium cuspidatum (Mitt.) Mitt.
2. Euptychium dumosum (Besch.) Broth.
3. Euptychium mucronatum Hampe, 1874
4. Euptychium piliferum Frank Müll.
5. Euptychium pungens Broth. & Paris
6. Euptychium robustum Hampe, 1874
7. Euptychium setigerum (Sull.) Broth.
8. Euptychium vitiense Dixon, 1930